# Podumci
Podumci falu Horvátországban Šibenik-Knin megyében. Közigazgatásilag Unešićhez tartozik.

## Fekvése
Šibeniktől légvonalban 19, közúton 26 km-re keletre, községközpontjától légvonalban 3, közúton 4 km-re nyugatra Dalmácia középső részén a Zagorán, Unešić és Mirlović között félúton fekszik.

## Története
Amint azt Toma főesperes is feljegyzi a kora középkorban Ostrogašica és Podumci területén együtt éltek az óhorvátok a gótokal, akik között nem is tesz különbséget. Ezt a népességet valószínűleg a tatárjárás vihara számolta fel és később helyükre elszlávosodott vlach pásztornépek települtek. A középkorban a Kosevićai Szent János plébániához tartozó Zvoničac falu állt ezen a területen. Zvoničac várát a Nepilićek építették és 1415-ben egy török támadás során pusztult el. A falut környező településekkel együtt 1522-ben szállta meg a török és csak a 17. század végén szabadították fel a velencei seregek. A török uralom idején területe a Klisszai szandzsák része volt. Ebben az időszakban a keresztény hívek szolgálatát a visovaci ferences atyák látták el. A török uralom után a mirlovići plébániához került és ma is hozzá tartozik. A település 1797-ben a Velencei Köztársaság megszűnésével a Habsburg Birodalom része lett. 1806-ban Napóleon csapatai foglalták el és 1813-ig francia uralom alatt állt. Napóleon bukása után ismét Habsburg uralom következett, mely az első világháború végéig tartott. A falunak 1857-ben 184, 1910-ben 120 lakosa volt. Az első világháború után rövid ideig az Olasz Királyság, ezután a Szerb-Horvát-Szlovén Királyság, majd Jugoszlávia része lett. A délszláv háború során a település mindvégig horvát kézen volt. 2011-ben 91 lakosa volt, akik főként földműveléssel és állattartással foglalkoztak.

## Lakosság
| Lakosság változása | Lakosság változása | Lakosság változása | Lakosság változása | Lakosság változása | Lakosság változása | Lakosság változása | Lakosság változása | Lakosság változása | Lakosság változása | Lakosság változása | Lakosság változása | Lakosság változása | Lakosság változása | Lakosság változása | Lakosság változása |
| ------------------ | ------------------ | ------------------ | ------------------ | ------------------ | ------------------ | ------------------ | ------------------ | ------------------ | ------------------ | ------------------ | ------------------ | ------------------ | ------------------ | ------------------ | ------------------ |
| 1857               | 1869               | 1880               | 1890               | 1900               | 1910               | 1921               | 1931               | 1948               | 1953               | 1961               | 1971               | 1981               | 1991               | 2001               | 2011               |
| 184                | 184                | 171                | 125                | 135                | 120                | 135                | 178                | 199                | 204                | 212                | 251                | 161                | 173                | 107                | 91                 |